# Roha (ort i Indien, Gujarat)
Roha är en ort i Indien.   Den ligger i distriktet Kachchh och delstaten Gujarat, i den västra delen av landet, 1 000 km sydväst om huvudstaden New Delhi. Roha ligger 175 meter över havet och antalet invånare är 8 664.
Terrängen runt Roha är platt. Runt Roha är det ganska tätbefolkat, med 56 invånare per kvadratkilometer. Det finns inga andra samhällen i närheten. Omgivningarna runt Roha är i huvudsak ett öppet busklandskap.